# Combat de Kaboul (2012)
Guerre d'Afghanistan
Le combat de Kaboul se déroule pendant la guerre d'Afghanistan. Le 15 avril 2012, des groupes de combattants taliban effectuent plusieurs attaques-suicides en plein centre-ville de Kaboul. 

## Déroulement
Les taliban, parmi lesquels figurent plusieurs kamikazes, effectuent  six attaques coordonnées. Plusieurs attaques sont commises dans la ville de Jalalabad, ainsi que dans les provinces du Lôgar et de Paktiyâ. Les affrontements les plus importants ont cependant lieu à Kaboul où le parlement afghan et les ambassades et camps américains, britanniques, français, allemands, et japonais sont visées par les attaques.
Les combats durent 17 heures, le bilan est de 11 morts pour les forces afghanes, dont 8 à Kaboul, 36 tués chez les Talibans, ainsi que 4 civils.

## Sources
1. 1 2 3 4 5  « Afghanistan: 51 morts, dont 36 assaillants, dans les attaques coordonnées des talibans », Le Point, 16 avril 2012